# 塔爾諾夫斯凱古雷縣

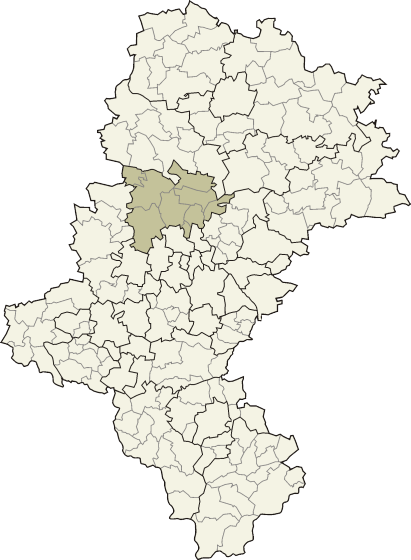

50°27′N 18°52′E / 50.450°N 18.867°E
塔爾諾夫斯凱古雷縣（波蘭語：Powiat tarnogórski），是波蘭的縣份，位於該國南部，由西里西亞省負責管轄，首府設於塔爾諾夫斯凱古雷，面積643平方公里，2006年人口137,979，人口密度每平方公里210人。